# Anita Stenberg
Anita Yvonne Stenberg (ur. 28 sierpnia 1992 w Drammen) – norweska kolarka torowa, brązowa medalistka mistrzostw świata.

## Kariera
Pierwsze medale w karierze zdobyła w 2014 roku, kiedy zwyciężała w wyścigu na 500 m, sprincie i wyścigu na dochodzenie na torowych mistrzostwach Norwegii. Podczas mistrzostw świata w Berlinie wywalczyła brązowy medal w wyścigu punktowym. Był to pierwszy w historii medal mistrzostw świata dla Norwegii wywalczony w tej konkurencji. W zawodach tych wyprzedziły ją jedynie Elinor Barker z Wielkiej Brytanii i Jennifer Valente z USA. Startowała na igrzyskach olimpijskich w Tokio, zajmując piąte miejsce w omnium.